# 二高氯酸氧钒
二高氯酸氧钒也称高氯酸钒(IV)酰，是一种无机化合物，化学式为VO(ClO4)2。它可由V(OH)4和3.5 N高氯酸反应得到。它的五水合物可溶于水，在水中解离为[VO(H2O)5]2+和ClO4−。它可以和甲基苯基亚砜形成配合物VO(ClO4)2·4MPSO。它可用于制备其它VO2+化合物。